# Hannah Chaplin
Pour les articles homonymes, voir Chaplin (homonymie) et Famille Chaplin.
Hannah Chaplin (née le 6 août 1865 à Walworth, Londres, et morte le 28 août 1928 à Glendale, Californie) est une actrice et chanteuse de music-hall ; elle est la mère de Charlie Chaplin et de Sydney Chaplin.

## Biographie
Hannah Harriet Pedlingham Hill, née à Londres, est la fille d'un cordonnier. Elle s'est mariée à Charles Chaplin, Sr. le 22 juin 1885. Elle était artiste de music-hall sous le nom de scène de Lily Harley. Elle se produit notamment au Bijou Music Hall et au Castle Public House en 1884, ainsi qu'en Irlande et à Manchester. En mars 1885, elle donne naissance à son premier fils Sydney John Hill, de père inconnu, mais auquel Charles Chaplin, Sr. donna son nom. Son deuxième fils Charlie Chaplin nait en avril 1889, mais son mari la quitte peu de temps après. Elle donne naissance à un troisième fils George Wheeler Dryden en 1891, dont le père était Leo Dryden. Wheeler Dryden était donc le demi-frère de Charles et de Sydney. Cependant, peut-être inquiet du comportement de sa compagne, Leo Dryden quitte Hannah quelques mois après la naissance de Wheeler en emportant l'enfant. Hannah est brisée par ce double abandon. Se retrouvant seule pour élever ses deux fils aînés, elle perd sa voix, ne trouve plus d'engagement professionnel et sombre peu à peu dans la folie. Ce n'est qu'en 1921 qu'elle retrouvera Wheeler alors âgé de 29 ans.
Sa carrière de music-hall a été brisée par des problèmes de maladie mentale. C'est lors d'une de ses défaillances sur scène que le petit Charlie, alors âgé de cinq ans, a fait sa première apparition sur scène. Sa santé s'est lentement dégradée jusqu'à la fin de sa vie. En 1921, Charlie et son demi-frère Sydney l'ont fait venir en Californie où elle a fini sa vie en 1928.
Charlie Chaplin a souvent cité sa mère comme étant une des sources de son inspiration. C'est en hommage à sa mère qu'il a donné le prénom d'Hannah au personnage joué par Paulette Goddard dans Le Dictateur (1940).
Geraldine Chaplin a joué le rôle d'Hannah, sa grand-mère paternelle dans la vraie vie, dans le film biographique Chaplin en 1992.